# Marisol Conde
Marisol Conde   (Lleó, 1964) és una agent de policia, primera dona a dirigir la Policia de la Generalitat Valenciana.
Va ingressar en el Cos Nacional de Policia el 1984 i ha desenvolupat la seua carrera en àrees com antiterrorisme i policia científica. Va ser destinada a la Brigada Provincial d’Informació de Guipúscoa i, posteriorment, a la Brigada de Policia Científica d’Alacant, on el 2010 es va convertir en la primera dona que dirigia una brigada a la ciutat. Des de 1995, ha exercit a Alacant, sent l’agent dona més veterana. En desembre de 2019 era comissària cap de la Brigada Provincial d’Estrangeria i Fronteres d’Alacant.

## Cap de la Policia de la Generalitat Valenciana
El 5 de març de 2020, va ser nomenada oficialment pel Ministeri de l'Interior com a cap de la Unitat del Cos Nacional de Policia adscrita a la Comunitat Valenciana. Va prendre possessió del càrrec el 14 de març de 2020, coincidint amb la declaració de l'estat d'alarma per la pandèmia de la COVID-19, es va convertir així en la primera dona a assumir el comandament de la policia valenciana.
La seua presa de possessió oficial es va celebrar el 14 de juliol de 2020 en un acte al Palau de la Generalitat, presidit pel president Ximo Puig.
Com a cap de la Policia autonòmica, dirigix prop de 370 agents distribuïts entre les tres províncies valencianes. Entre les seues prioritats ha destacat la lluita contra la violència de gènere, la protecció de menors i el suport en emergències. També ha manifestat el seu objectiu que els valencians coneguen millor i «se senten més orgullosos de la seua policia».

## Premis i reconeixements
Entre les condecoracions que li han estat atorgades destaquen:
- Medalla mèrit policial amb distintiu blanc.
- Medalla de plata atorgada per la Policia de la Generalitat Valenciana.[4]